# ムスチスラフ・ダヴィドヴィチ (スモレンスク公)
ムスチスラフ・ダヴィドヴィチ（ロシア語: Мстислав Давыдович、1193年 - 1230年、聖名フョードル）は、スモレンスク公ダヴィドの子である。スモレンスク公（在位：1219年 - 1230年）。

## 概要
1217年、ポロツク近郊を荒廃させていたリトアニア軍を破った。1219年、オーヴルチ公ロスチスラフが死に、その兄弟のウラジーミルがスモレンスク公からオーヴルチ公へ、そしてムスチスラフがスモレンスク公になったと推定されている。
1223年のカルカ河畔の戦いにスモレンスク軍が参加しているが、キエフでの諸公会議や、戦いに関する記述において、ムスチスラフの名は言及されていない。1225年のウスヴャートィの戦いでは、リトアニア軍に対し、スモレンスク公国の北部を、ノヴゴロドとウラジーミルの軍勢を率いた隣国のヤロスラフが防衛している。なお、この戦いではムスチスラフの従兄弟のトロペツ公ダヴィドが戦死した。
ムスチスラフの治世には、スモレンスクと、リガ・ゴットランド島との交易協定が結ばれた。ムスチスラフの死後は、息子のロスチスラフが、ロスチスラフ1世の子のロマンとリューリクの子孫が有していた継承権に反して、スモレンスク公に就いていた。しかしムスチスラフの死から2年後（1232年）に、ロマンの孫のスヴャトスラフによって公位を追われた。

## 妻子
妻の名は不明である。子にはロスチスラフがいる。